# Prasinocyma subalpina
Prasinocyma subalpina är en fjärilsart som beskrevs av T.P. Lucas 1888. Prasinocyma subalpina ingår i släktet Prasinocyma och familjen mätare. Inga underarter finns listade i Catalogue of Life.